# 南町田Grandberry Park站
南町田Grandberry Park站（日语：／ Minami-machida-guranberī-pāku eki */?）是一個位於東京都町田市鶴間三丁目，屬於東急電鐵田園都市線的鐵路車站。車站編號是DT25。

## 概要
南町田站標高75公尺，是東急電鐵海拔最高的一站。也是東京都最南的鐵路車站。
本站是東急MALLS DEVELOPMENT營運的購物中心「GRANDBERRY MALL」（車站直結，曾於2017年2月至2019年秋季暫時關閉，現已翻新開業）的最近車站，因此設有副站名「GRANDBERRY MALL前」。由於週六日有大量購物人潮，因此東急配合全日增停急行（含大井町線直通列車）。同時為了提升平日購物客，2007年起準急也配合增停本站。
2017年起，車站周邊開始進行再開發，站房也配合實施改良工程，改良後的站房將新設電扶梯與月台門。

## 年表
- 1976年（昭和51年）10月15日 - 車站啟用[7]。

- 2000年（平成12年）7月15日 - 假期期間增停急行[7]。
- 2001年（平成13年）8月 - 車站開設北出入口[7]。
- 2006年（平成18年）3月18日 - 週六日增停急行[4]。
- 2014年（平成26年）6月21日 - 成為準急停靠站[5]。
- 2017年（平成29年）
  - 2月12日 - 「GRANDBERRY MALL（日语：グランベリーモール）」關閉，GRANDBERRY MALL口更名為正面口[8]。
  - 4月1日 - 北口站前廣場開始停靠巴士[9]。
  - 12月9日 - 配合車站改良工程，正面檢票口位置變更[10]。
- 2019年（令和元年）10月1日 - 改名為南町田Grandberry Park站。

## 結構
本站是側式月台2面2線地面車站。檢票口分為站房南側的正面口（原GRANDBERRY MALL口）與面對國道16號的北口。車站改良工程以前，月台設有候車室。廁所位於正面口付費區內左側。

### 月台配置
| 月台 | 路線       | 方向 | 目的地                                              |
| ---- | ---------- | ---- | --------------------------------------------------- |
| 1    | 田園都市線 | 下行 | 中央林間方向                                        |
| 2    | 田園都市線 | 上行 | 二子玉川、澀谷、半藏門線 押上、 伊勢崎線 春日部方向 |

（來源：東急電鐵:車站構內圖（页面存档备份，存于））

## 使用情況
2016年度1日平均上下車人次為34,308人。
近年1日平均上下車人次與上車人次如下表。
| 年度               | 1日平均 上下車人次 | 1日平均 上車人次 | 來源     |
| ------------------ | ------------------ | ---------------- | -------- |
| 1976年（昭和51年） |                    | 804              | [ * 1 ]  |
| 1977年（昭和52年） |                    | 1,178            | [ * 2 ]  |
| 1978年（昭和53年） |                    | 1,732            | [ * 3 ]  |
| 1979年（昭和54年） |                    | 2,039            | [ * 4 ]  |
| 1980年（昭和55年） |                    | 2,303            | [ * 5 ]  |
| 1981年（昭和56年） |                    | 2,435            | [ * 6 ]  |
| 1982年（昭和57年） |                    | 2,609            | [ * 7 ]  |
| 1983年（昭和58年） |                    | 2,830            | [ * 8 ]  |
| 1984年（昭和59年） |                    | 3,897            | [ * 9 ]  |
| 1985年（昭和60年） |                    | 4,649            | [ * 10 ] |
| 1986年（昭和61年） |                    | 5,079            | [ * 11 ] |
| 1987年（昭和62年） |                    | 5,213            | [ * 12 ] |
| 1988年（昭和63年） |                    | 5,386            | [ * 13 ] |
| 1989年（平成元年） |                    | 5,896            | [ * 14 ] |
| 1990年（平成02年） |                    | 6,334            | [ * 15 ] |
| 1991年（平成03年） |                    | 6,757            | [ * 16 ] |
| 1992年（平成04年） |                    | 7,581            | [ * 17 ] |
| 1993年（平成05年） |                    | 7,827            | [ * 18 ] |
| 1994年（平成06年） |                    | 7,773            | [ * 19 ] |
| 1995年（平成07年） |                    | 7,500            | [ * 20 ] |
| 1996年（平成08年） |                    | 7,247            | [ * 21 ] |
| 1997年（平成09年） |                    | 6,696            | [ * 22 ] |
| 1998年（平成10年） |                    | 6,619            | [ * 23 ] |
| 1999年（平成11年） |                    | 6,888            | [ * 24 ] |
| 2000年（平成12年） |                    | 10,932           | [ * 25 ] |
| 2001年（平成13年） |                    | 10,926           | [ * 26 ] |
| 2002年（平成14年） | 23,069             | 11,471           | [ * 27 ] |
| 2003年（平成15年） | 25,122             | 12,456           | [ * 28 ] |
| 2004年（平成16年） | 26,802             | 13,293           | [ * 29 ] |
| 2005年（平成17年） | 27,970             | 14,008           | [ * 30 ] |
| 2006年（平成18年） | 30,520             | 15,268           | [ * 31 ] |
| 2007年（平成19年） | 31,199             | 15,661           | [ * 32 ] |
| 2008年（平成20年） | 31,795             | 15,896           | [ * 33 ] |
| 2009年（平成21年） | 31,508             | 15,723           | [ * 34 ] |
| 2010年（平成22年） | 31,562             | 15,751           | [ * 35 ] |
| 2011年（平成23年） | 31,902             | 15,907           | [ * 36 ] |
| 2012年（平成24年） | 32,826             | 16,370           | [ * 37 ] |
| 2013年（平成25年） | 33,999             | 16,942           | [ * 38 ] |
| 2014年（平成26年） | 33,677             | 16,795           | [ * 39 ] |
| 2015年（平成27年） | 34,030             |                  |          |
| 2016年（平成28年） | 34,308             |                  |          |

## 周邊
2000年，車站南側的購物中心「GRANDBERRY MALL」開幕。該商場以歐美街道風格打造。北口鄰接國道16號，商業設施少，多為獨棟住宅與公寓。
車站周邊的行政地名為町田市鶴間，2016年7月18日實施住居表示，國道16號線北側新設「町田市南町田一丁目〜五丁目」。國道16號線南側町名維持町田市鶴間。
2017年起，町田市與東急電鐵在南町田站周邊（含GRANDBERRY MALL、鶴間公園）進行再開發事業。
- 橫濱町田交流道（東名高速道路）
- 保土谷繞道（町田立體）
- 上川井交流道
- 國道16號
- 國道246號
- 東京都道141號辻原町田線（日语：東京都道141号辻原町田線）（町田街道）
- 町田市役所南町田站前連絡所
- 東急store（日语：東急ストア）南町田仮設店
- GRANDBERRY MALL（日语：グランベリーモール）（2017年2月因再開發計畫關閉）
- K's Denki（日语：ケーズホールディングス）橫濱町田交流道店
- 宜得利南町田店
- ave（日语：エイヴイ）南町田店
- 東京·湯河原溫泉 萬葉之湯（日语：万葉倶楽部）
- Mark Springs（日语：マークスプリングス）
- 町田市立鶴間小學校
- 醫療法人社團正志會 南町田醫院（日语：南町田病院）
- 更生保護法人鶴舞會 飛鳥醫院
- 醫療法人社團芙蓉會 芙蓉醫院
- 醫療法人社團明芳會 橫濱旭中央綜合醫院（日语：横浜旭中央総合病院）
- 橫濱若葉台團地（日语：横浜若葉台団地）
- 鶴間公園（日语：鶴間公園）（因再開發事業從2018年4月全面關閉）
- 程谷鄉村俱樂部
- 境川（日语：境川 (東京都・神奈川県)）

## 巴士路線
最近的巴士站是北口圓環的「南町田站」。2017年3月以前的巴士站是在正面口（舊GRANDBERRY MALL口）外的路上。
以下的一般路線由神奈川中央交通、神奈川中央交通東運行，機場接駁巴士、高速巴士由神奈川中央交通東、神奈川中央交通、京濱急行巴士、京成巴士、小湊鐵道、富士急湘南巴士運行。
| 1號乘車處                |                          |                                   |
| 機場接駁巴士             | 機場接駁巴士             | 往羽田機場                        |
| 機場接駁巴士             | 機場接駁巴士             | 往成田機場                        |
| 富士急高原樂園、河口湖線 | 富士急高原樂園、河口湖線 | 往富士急高原樂園、河口湖站        |
| アクアラインバス         | アクアラインバス         | 往三井OUTLET PARK木更津、木更津站 |
| 南01                     |                          | 往若葉台中央 （假日1班）          |
| 2號乘車處                |                          |                                   |
| 南02                     | 直達                     | 往Mark Springs （清晨至傍晚）     |
| 南03                     | 大ヶ谷戸                 | 往Mark Springs （僅夜間）         |
| 3號乘車處                |                          |                                   |
| 町89                     | 町谷・西田               | 往町田巴士中心                    |
| 4號乘車處                |                          |                                   |
| 津01                     | 南長津田團地前           | 往長津田站                        |
| 5號乘車處 下車處         |                          |                                   |

- 東京站、Busta新宿、新宿站的深夜急行巴士（往本厚木站）也停靠本站下客。

北口在2016年9月以前只是個小型圓環，僅有往周邊設施的接駁巴士停靠。之後進行圓環拓寬，地下部分先行設自行車停車場（2016年4月1日啟用）與南北地下通道（南町田地下道，2016年6月25日開通）。2016年夏季町田市開始進行北口站前廣場整備工程，2017年4月起正面口巴士、計程車乘車處全面移至北口新圓環。同年7月起機場接駁巴士、高速巴士、深夜急行巴士（僅可下車）開始停靠。但往南町田醫院、萬葉之湯的接駁巴士仍維持在正面口外道路發車。

## 名稱由來
站名取自車站所在地的舊村名「南村」的南與町田市的町田，加上也在町田市的南端，因此命名為「南町田」。最初另一個候選站名是「東急鶴間」。

## 相鄰車站
東急電鐵

 田園都市線
■急行
長津田（DT22）－南町田Grandberry Park（DT25）－中央林間（DT27）
■準急、■各站停車
鈴懸台（DT24）－南町田Grandberry Park（DT25）－月見野（DT26）

## 延伸閱讀
- 宮田道一. . JTBパブリッシング. 2008-09-01. ISBN 9784533071669.

## 外部連結
- 南町田Grandberry Park（各站資訊） - 東急電鐵（日語）